# بخیه

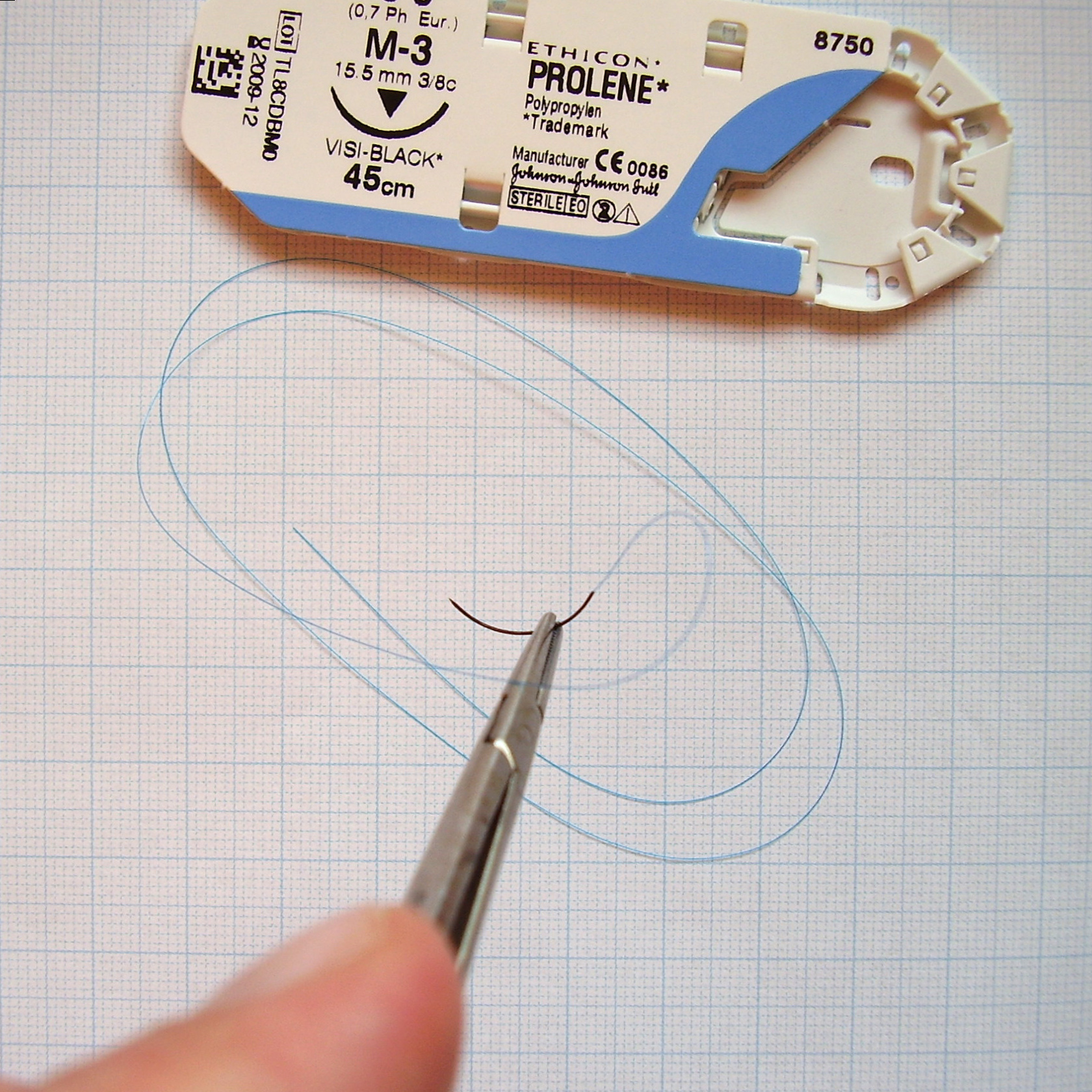
نخ بخیه

بخیه روشی پزشکی است که برای نگهداری بافت‌های بدن بعد از آسیب یا عمل جراحی به کار می‌رود. این روش شامل استفاده از یک سوزن با مقداری نخ است. اشکال، اندازه‌ها و مواد مختلفی در طول تاریخ برای این کار توسعه یافته‌است. جراحان، پزشکان، دندانپزشکان و پرستاران دوره‌دیده معمولاً در زدن بخیه مهارت کسب می‌کنند. برای ایمن کردن بخیه، از انواع مختلفی از گره‌های جراحی استفاده می‌شود. 

## انواع نخ بخیه
- نخ‌های قابل‌جذب: در این نوع، اجزا می‌توانند از هم متلاشی شوند و در بین بافت‌ها جذب شوند یا بدون آسیب تا مدتی باقی بمانند. این نخ‌ها از مواد طبیعی، بر پایه کلاژن یا پلیمرهای مصنوعی ساخته می‌شود. نخ‌های کرومیک، ویکریل، دکسون، مکسون و پلی‌دی‌اکسانون از این گونه نخ‌ها هستند. از این نخ‌ها بیشتر در مواقعی استفاده می‌شود که وجود جسم خارجی باعث واکنش‌های بافتی غیرضروری یا ایجاد عفونت قابل اجتناب گردد. مثال استفاده از این نخ‌ها در آناستوموز لوله‌های دستگاه گوارش، بافت‌های پوست و زیرپوستی است.
- نخ‌های غیرقابل‌جذب: این نوع نخ‌ها، در برابر تخریب بیولوژیکی مقاومت نشان می‌دهند و در محل باقی می‌مانند تا روند بهبودی کامل شود. برای همین به آن‌ها نخ‌های دائمی نیز می‌گویند. نخ‌های نایلون، سیلک و پلی‌پروپیلن از این نوع نخ‌ها هستند. از این نخ‌ها در مواقعی استفاده می‌شود که در صورت از بین رفتن قدرت نخ، ممکن است پیوستگی بافتی از بین برود. نمونه استفاده از این نخ‌ها در آناستوموز عروق، ثابت‌کردن فتق‌ها، ترمیم تاندون‌ها است.

علاوه بر جنس نخ، نخ‌های بخیه بر اساس قطر مقطع عرضی نیز طبقه‌بندی می‌گردند به گونه‌ای که هرچه شماره نخ بیشتر باشد، اندازه مقطع عرضی نخ کمتر خواهد بود. به عنوان مثال از نخ‌های ۴/۰ جهت آناستوموز عروق ظریف، نخ‌های ۲/۰ برای آناستوموز لوله‌های گوارشی و نخ ۱ برای بستن دیواره شکم استفاده می‌شود.

## انواع سوزن‌ها
سوزن‌های قابل‌استفاده مجدد با سوراخ که جدا از نخ هستند، برای انجام بخیه لازم هستند. نخ کردن سوزن بایستی در محل جراحی انجام گیرد. مزیت این روش در امکانپذیر بودن ترکیب هر نوع نخ و سوزن بسته به نیاز می‌باشد. علاوه بر سوزن‌های قابل استفاده مجدد، نوع دیگری از سوزن‌ها متصل به طول مشخص و از پیش تعیین شده نخی متصل شده‌است نیز وجود دارد که در کارخانجات مخصوص تولید می‌شوند و امروزه بیشتر از این سوزن‌ها استفاده می‌شود. فایده اصلی این کار این است که پزشک یا پرستار نیازی صرف کردن وقت برای نخ کردن سوزن در محل انجام بخیه که ممکن است برای برخی نخ‌ها یا سوزن‌ها فرایند مشکلی باشد، ندارند. همچنین، انتهای یک سوزن آماده نسبت به باریک‌تر است و باعث از بین رفتن کشش از محل اتصال نخ می‌شود. در سوزن‌های با سوراخ، نخ از دو طرف سوزن خارج شده‌است و در نهایت باعث کشش می‌شود. به همین دلیل هنگامی که سوزن از بافت‌های ظریف عبور می‌کند، سوزن غیرآماده و سوراخ‌دار ممکن است به بافت‌ها بیشتر از سوزن آماده آسیب بزند.
چندین مدل و شکل از سوزن‌های جراحی وجود دارد که شامل موارد زیر می‌باشد:
- صاف (Straight)
- ۱/۴ دایره
- ۳/۸ دایره
- ۱/۲ دایره که در سایزهای مختلف از بزرگ به کوچک تحت عنوان CT, CT-1، CT-2 و CT-3 نام برده می‌شود.
- ۵/۸ دایره
- منحنی مرکب
- نیمه منحنی (که به ski نیز معروف است)
- نیمه منحنی که در هر دو انتها قسمت صاف است. (به سوزن canoe نیز معروف است)

سوزن ski و canoe برای جراحی‌های لاپاراسکوپیک که در آن سوزن از طریق یا مجرای باریکی به درون بدن هدایت می‌شود طراحی شده‌است.
همچنین سوزن‌های جراحی را می‌توان با توجه به شکل مقطع آن‌ها نیز طبقه‌بندی کرد:
- راند (با سطح مقطع گرد) که ممکن است با انتهای تیز یا انتهای کند باشد. در صورتی که نیاز به بخیه زدن برش‌های بزرگ باشد از انتهای کند و در صورت بستن بافت‌های ظریف از انتهای تیز استفاده می‌گردد.
- کاتینگ (با سطح مقطع مثلثی)
- ریورس کاتینگ (با سطح مقطع مثلثی وارونه)[۱]

## روش‌های بخیه زدن
- بخیه ساده
- بخیه پیوسته
- بخیه دور و نزدیک

در بخیه‌های ساده برای اکثر پوشش‌های خارجی که زیبایی چندان ملاک نیست مورد استفاده قرار می‌گیرد
در بخیه‌های پیوسته بیشتر در مواقعی استفاده می‌شود که ملاک زیبایی باشد
از بخیه‌های far near برای زخم‌های عمیق استفاده می‌شود

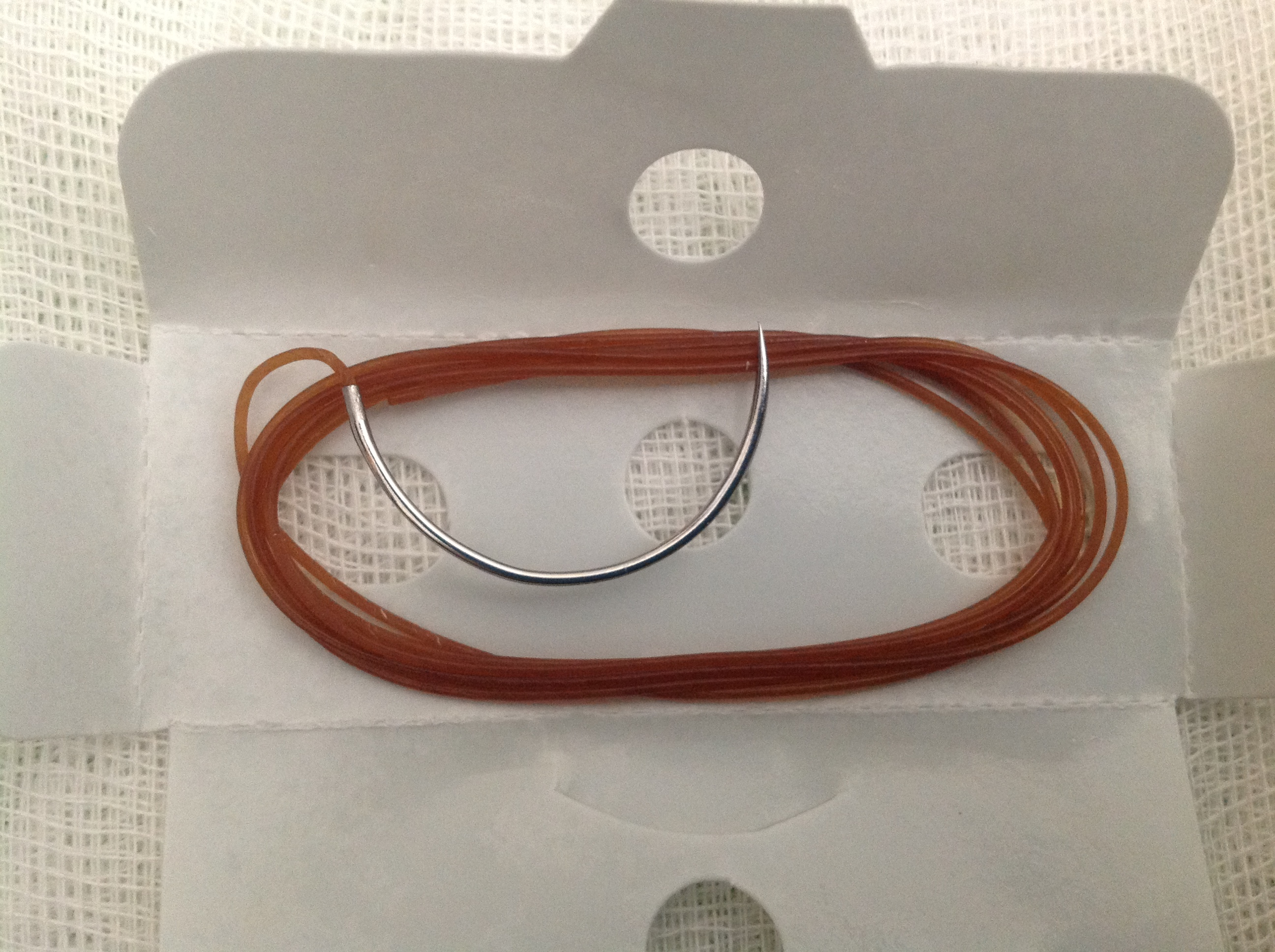
نخ بخیهٔ کرمیک قابل جذب از رودهٔ حیوان

## جنس نخ بخیه
- الیاف طبیعی (مانند کتان، ابریشم و پنبه)
- الیاف فلزی
- رودهٔ حیوانات (رودهٔ کوچک بره، گربه یا گاو)
- الیاف مصنوعی (مانند نایلون)

## نخ بخیهٔ مطلوب
- سرطان‌زا نباشد.
- نفوذناپذیر باشد.
- ایجاد حساسیتِ بافتی نکند.
- گره‌های قابل‌اعتماد داشته باشد.
- پس از دادن نتیجهٔ مطلوب، جذب شود.
- جهت رشد باکتری مناسب نباشد.
- به‌راحتی قابل استریل‌کردن باشد. (با گاز اتیلن اکساید)

## کشیدن بخیه
اگرچه بعضی از بخیه‌ها دائمی هستند، با این حال بخیه‌هایی که بر روی پوست زده می‌شود را پس از آنکه کارایی خود را به جای گذاشت، کشیده می‌شوند. این زمان بر اساس میزان کشش موجود دربافت، میزان بهبودی زخم و وجود عفونت با نظر پزشک تعیین می‌گردد، با این حال به‌طور معمول، بخیه‌های صورت، طی ۵ تا ۷ روز، اندام‌های فوقانی و قدام تنه، طی ۷ تا ۱۰ روز و خلف تنه و اندام تحتانی طی ۱۴ روز کشیده می‌شوند.

## نگارخانه

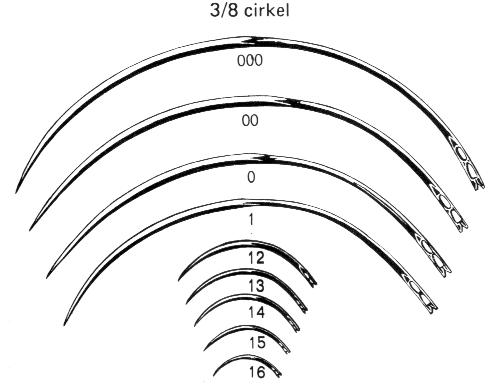
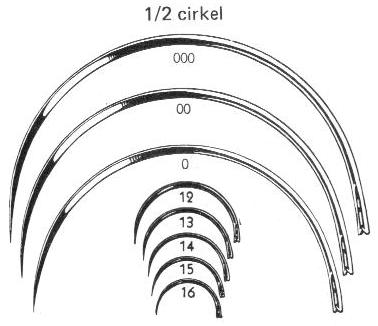
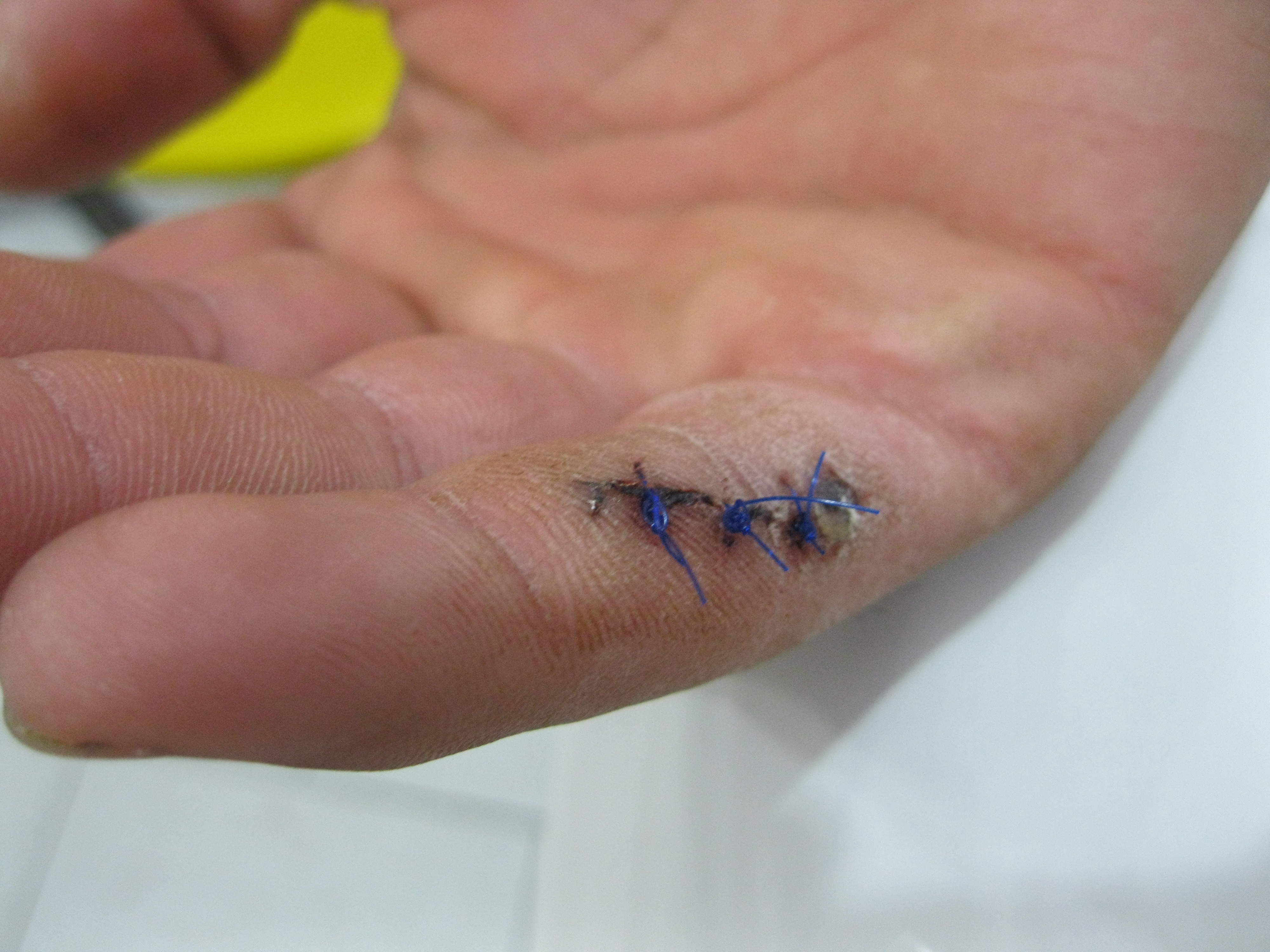